# Campeonato da Rússia de Ciclismo Contrarrelógio
Os Campeonatos da Rússia de Ciclismo Contrarrelógio são organizados anualmente desde o ano de 1994 para determinar o campeão ciclista da Rússia de cada ano, na modalidade.

O título é outorgado ao vencedor de uma única prova, na modalidade de Contrarrelógio individual. O vencedor obtêm o direito de usar a maillot com as cores da bandeira da Rússia até ao campeonato do ano seguinte, unicamente quando disputa provas Contrarrelógio.
O corredor mais laureado é Vladimir Gusev, com cinco vitórias.

## Pódios dos campeonatos masculinos
| Ano  | Ganhador            | Segundo            | Terceiro               |
| ---- | ------------------- | ------------------ | ---------------------- |
| 1994 | Evgueni Berzin      | Evgueni Izboldin   | Igor Proutskih         |
| 1998 | Oleg Joukov         | Alexei Sivakov     | Edouard Gritsoun       |
| 1999 | Sergei Startchenkov | Dmitry Semov       | Konstantine Gradoussov |
| 2000 | Evgueni Petrov      | Oleg Joukov        | Denis Menchov          |
| 2001 | Dimitri Semov       | Denis Bondarenko   | Andrei Zintchenko      |
| 2002 | Evgueni Petrov      | Dimitri Semov      | Vladimir Karpets       |
| 2003 | Vladimir Gusev      | Alexandre Bespalov | Vladislav Borisov      |
| 2004 | Alexandre Bespalov  | Oleg Zhukov        | Dimitri Semov          |
| 2005 | Vladimir Gusev      | Alexandre Bespalov | Vladislav Borisov      |
| 2006 | Alexandre Bespalov  | Alexei Belov       | Maxim Belkov           |
| 2007 | Vladimir Gusev      | Evgueni Petrov     | Alexandre Bespalov     |
| 2008 | Vladimir Gusev      | Timofey Kritskiy   | Vladimir Karpets       |
| 2009 | Artem Ovechkin      | Mikhail Ignatiev   | Maxim Belkov           |
| 2010 | Vladimir Gusev      | Mikhail Ignatiev   | Aleksandr Arekeev      |
| 2011 | Mikhail Ignatiev    | Vladimir Karpets   | Evgeny Sokolov         |
| 2012 | Denis Menchov       | Dmitriy Sokolov    | Valery Kaykov          |
| 2013 | Ilnur Zakarin       | Vladimir Gusev     | Artem Ovechkin         |
| 2014 | Anton Vorobyev      | Sergey Chernetskiy | Artem Ovechkin         |
| 2015 | Artem Ovechkin      | Sergey Nikolaev    | Pavel Brutt            |
| 2016 | Sergey Chernetskiy  | Pavel Brutt        | Maxim Belkov           |
| 2017 | Ilnur Zakarin       | Maxim Belkov       | Anton Vorobyev         |
| 2018 | Artem Ovechkin      | Pavel Sivakov      | Anton Vorobyev         |
| 2019 | Artem Ovechkin      | Anton Vorobyev     | Artem Nych             |
| 2020 | Artem Ovechkin      | Sergei Shilov      | Victor Manakov         |
| 2021 | Aleksandr Vlasov    | Artem Ovechkin     | Vladislav Duyunov      |

## Pódios dos campeonatos femininos

### Contrarrelógio
| Ano  | Ganhador               | Segundo                | Terceiro               |
| ---- | ---------------------- | ---------------------- | ---------------------- |
| 1995 | Valentina Polkhanova   | Zulfiya Zabirova       | Svetlana Boubnenkova   |
| 1996 | Zulfiya Zabirova       | Gulnara Fatkúlina      | Natalia Bubentschikova |
| 1997 | Zulfiya Zabirova       | Valentina Polkhanova   | Valentina Gerasimova   |
| 1998 | Zulfiya Zabirova       | Svetlana Samokhvalova  | Valentina Gerasimova   |
| 1999 | Zulfiya Zabirova       | Valentina Polkhanova   | Elena Tchalykh         |
| 2000 | Zulfiya Zabirova       | Olga Slyusareva        | Valentina Polkhanova   |
| 2001 | Olga Slyusareva        | Elena Tchalykh         | Svetlana Ivakhovenkova |
| 2002 | Zulfiya Zabirova       | Olga Slyusareva        | Svetlana Boubnenkova   |
| 2005 | Svetlana Boubnenkova   | Olga Slyusareva        | Tatiana Antoshina      |
| 2006 | Olga Slyusareva        | Svetlana Boubnenkova   | Tatiana Antoshina      |
| 2007 | Tatiana Antoshina      | Alexandra Bourchenkova | Julia Martisova        |
| 2008 | Elena Tchalykh         | Tatiana Antoshina      | Natalia Boyarskaya     |
| 2010 | Tatiana Antoshina      | Olga Zabelinskaïa      | Viktoriya Kondel       |
| 2011 | Alexandra Bourchenkova | Olga Zabelinskaïa      | Tatiana Antoshina      |
| 2012 | Olga Zabelinskaïa      | Natalia Boyarskaya     | Tatiana Antoshina      |
| 2013 | Tatiana Antoshina      | Kseniya Dobrynina      | Alexandra Bourchenkova |
| 2014 | Tatiana Antoshina      | Kseniya Dobrynina      | Irina Molicheva        |
| 2015 | Tatiana Antoshina      | Natalia Boyarskaya     | Tamara Balabolina      |
| 2016 | Tatiana Antoshina      | Natalia Boyarskaya     | Anastasiia Iakovenko   |
| 2017 | Kseniia Tsymbalyuk     | Anastasiia Pliaskina   | Margarita Syrodoeva    |
| 2018 |                        |                        |                        |
| 2019 |                        |                        |                        |
| 2020 |                        |                        |                        |
| 2021 |                        |                        |                        |
| 2022 |                        |                        |                        |
| 2023 |                        |                        |                        |
| 2024 |                        |                        |                        |

- Nota : em 2007, Svetlana Boubnenkova inicialmente segundo tem sido descatalogada para dopagem.

## Estatísticas

### Mais vitórias
| Ciclista           | Vitórias | Anos                          |
| ------------------ | -------- | ----------------------------- |
| Vladimir Gusev     | 5        | 2003, 2005, 2007, 2008 e 2010 |
| Artem Ovechkin     | 5        | 2009, 2015, 2018, 2019 e 2020 |
| Yevgeni Petrov     | 2        | 2000 e 2002                   |
| Alexandre Bespalov | 2        | 2004 e 2006                   |
| Ilnur Zakarin      | 2        | 2013 e 2017                   |

- Em negrito corredores ativos.

## Fotografias destacadas
|  |  |